# Relaciones Google-Wikipedia
La relación entre Google y Wikipedia se inicia con el nacimiento de la Wikipedia en el 2001 en términos de colaboración comunes, puesto que Google favoreció el posicionamiento en las búsquedas (pagerank) de la enciclopedia libre, mientras que reducía la cantidad de clones de Wikipedia no editables en las búsquedas, siendo ad farms la mayoría de ellos. En 2007, Google presentó Knol, un competidor directo para la creación de enciclopedias impulsadas por una comunidad. Muchos lo vieron como plagio a Wikipedia y se cerró cinco años después. Más tarde, Google apoyó a la Fundación Wikimedia a través de subvenciones, y pasó a depender de Wikipedia para abordar la difusión de información errónea en YouTube, brindando información verificable y con buenas fuentes a quienes la buscaban. Finalmente, Google y Wikimedia se asociaron en 2021 (léase Wikimedia Foundation and Google Partnership).

## Historia
En 2007, Google presentó Knol, que era una enciclopedia con contenido generado por los usuarios. Varios medios de comunicación online ya comentaron en el lanzamiento que era una clara copia de Wikipedia y lo calificaron de «competidor de Wikipedia». Knol fue cerrado en 2012. En 2008, varias fuentes de noticias informaron que la mayor parte del tráfico de Wikipedia provenía de referencias de la búsqueda de Google.
En febrero de 2010, Google otorgó US $ 2,000,000 como su primera subvención a la Fundación Wikimedia. El fundador de Google, Serguéi Brin, comentó que «Wikipedia es uno de los mayores triunfos de Internet».
En marzo de 2018, YouTube anunció que utilizaría información de Wikipedia para abordar la circulación de información errónea en los videos de su plataforma. En enero de 2019, Google donó 3 millones de dólares a la Fundación Wikimedia.

## Dependencia de Google en Wikipedia
En mayo de 2012, Google agregó un proyecto llamado Google Knowledge Graph, que produjo paneles de conocimiento junto con los resultados de los motores de búsqueda tradicionales. Más tarde, los resultados de consultar el gráfico de conocimiento complementaron la búsqueda basada en cadenas al producir también la lista clasificada de resultados de búsqueda. Una gran cantidad de la información presentada en los cuadros de información del panel de conocimiento se obtiene de Wikipedia y del World Factbook de la CIA.